# Degel HaTorah

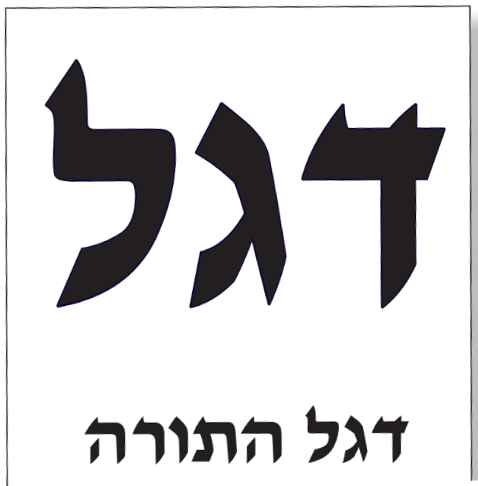
Torah-flaggans symbol

Degel Haftorah (Torah-flaggan) är ett litet israeliskt parti med två platser i Knesset.
Partiet satt med i den senare upplösta regeringskoalitionen under dåvarande premiärminister Ariel Sharon. Partiets religiöse ledare är den drygt nittioårige rabbinen Yosef Shalom Eliashiv.
Principiella ställningstaganden fattas även av Moetzet Gedolei HaTorah, ett råd av lokala, äldre rabbiner som är mycket kunniga i Talmud och hängivna efterföljare av klassisk judisk lag, halakha.
Partiet var tidigare en del av partiet Agudat Yisrael men rabbinen Elazar Shach bröt sig ur detta parti som han uppfattade som alltför dominerat av hasidiska judar och bildade Torah-flaggan. Namnet valdes i protest mot den i hans tycke alltför sekulära staten Israel och dess antireligiösa flagga. De båda partierna gick åter samman i Torahpartiet - en koalition som sprack i samband med att man 2004 gick med i regeringen Sharon.